# Gordon Tullock
Gordon Tullock (Rockford, 13 de febrero de 1922-Des Moines, 3 de noviembre de 2014) fue un economista estadounidense, profesor de Derecho y Economía de la Escuela de Derecho de la Universidad George Mason. Es conocido por su trabajo en la teoría de la elección pública, la aplicación de pensamiento económico a asuntos políticos. Fue una de las figuras fundadoras de su campo de investigación.

## Educación y juventud
Tullock nació en Rockford, Illinois, cursó estudios en la Universidad de Chicago y, luego de un descanso de su servicio militar durante la Segunda Guerra Mundial, recibió el título de Doctor en Jurisprudencia en 1947. Siguiendo un periodo breve de práctica privada, se unió al Servicio Exterior de Estados Unidos. Después de completar el entrenamiento, fue enviado a Tianjín, China, más tarde recibiendo instrucción en el idioma chino en Yale y Cornell y ocupando puestos en Hong Kong y Corea. Renunció al Servicio Exterior en 1956. Mientras que su intención original fue desarrollar una carrera de comercio exterior en el Extremo Oriente, su trabajo sobre La Política de la burocracia finalmente lo condujo a colaborar con James M. Buchanan de la Universidad de Virginia mientras trabajaba en la Universidad de Carolina del Sur, donde enseñaba estudios internacionales.

## Carrera académica
La colaboración de Tullock con Buchanan produjo El Cálculo de Consentimiento: Fundamentos Lógicos de la Democracia Constitucional (1962), que se convirtió rápidamente en una obra fundamental en el campo nuevo de la elección pública. Más tarde se unió a Buchanan como colega en la facultad de Virginia. Durante cuatro años Buchanan y Tullock continuaron su programa de investigación, incluso fundando una revista nueva para su campo (1966), primero titulada Papers in Non-Market Economics  y finalmente Public Choice, donde convocaron artículos aplicando teoría económica a toda clase de fenómenos no relacionado con el mercado, especialmente en el campo del gobierno y la política. A pesar del éxito del libro y la revista, Tullock abandonó la Universidad de Virginia por los desacuerdos con la administración.
En 1967, identificó muchos de los conceptos de lo que se finalmente se conoció como búsqueda de rentas en un artículo fundamental.
Se trasladó al Instituto Politécnico y Universidad Estatal de Virginia (ahora conocido como Virginia Tech) en 1968 y Buchanan se le unió un año más tarde. Allí continuaron la Public Choice Society y la revista, de la cual Tullock continuó siendo editor hasta 1990. En Virginia Tech, publicó un número de libros y artículos influyentes, incluyendo Private Wants, Public Means (1970), The Logic of the Law (1971), The Social Dilemma (1974), y The Vote Motive (1976).
En 1983, Tullock y el Centro para el Estudio de Elección Pública se mudaron a la Universidad George Mason (GMU), una escuela relativamente desconocida para su tiempo en Fairfax, Virginia. Tullock enseñó en GMU desde 1983 hasta 1987 y en la Universidad de Arizona desde 1987 hasta 1999. Continuó publicando ampliamente (más de 150 artículos y 23 libros en total), incluyendo La Economía de la Riqueza y la Pobreza (1986), Autocracia (1987), Búsqueda de Rentas (1993), La Economía de Sociedades No Humanas (1994) y Sobre la Votación: Una Aproximación de la Elección Pública (1998). En 1999 regresa a George Mason como profesor de Economía y Derecho, donde se retira en 2008.

## Búsqueda de rentas
Tullock desarrolló una teoría conocida como búsqueda de rentas. La búsqueda de rentas ocurre cuando una empresa monopolística usa su posición financiera para ejercer presión sobre los políticos con el objetivo de crear legislación que aumente sus ganancias. Esto puede derivar en riesgo moral cuando los políticos toman decisiones de políticas públicas basados en la influencia de estas empresas en lugar de la eficacia de la política.
También formuló y desarrolló la paradoja de Tullock, concretamente, la paradoja de por qué la búsqueda de rentas es tan económicamente viable.

## Premios y reconocimiento
En 1994 Tullock obtuvo un doctorado honorífico de la Universidad de Chicago y en 1998 se convirtió en Socio Distinguido de la American Economic Association. Se desempeñó como Presidente de la Southern Economic Association, la International Atlantic Economic Society (1998-1999), la Western Economic Association y la Public Choice Society. En 1996 fue seleccionado para el Salón de la Fama de la American Political Science Review. Fue considerado en ocasiones como candidato al Premio en Ciencias Económicas en memoria de Alfred Nobel.

## Crítica
Su libro, La Política de Burocracia, ha sido criticado para pasar por alto un cuerpo sustancial de literatura. Ciertos autores también han criticado a Tullock y a la escuela de la elección pública por considerar demasiado simplista su explicación del comportamiento político.

## Muerte
Tullock murió el 3 de noviembre de 2014 a la edad de 92 años en Des Moines.